# Lijst van programma's van Net5
Dit is een lijst van Nederlandse programma's die werden of worden uitgezonden door de Nederlandse televisiezender NET5. Aangekochte buitenlandse programma's staan (nog) niet (geheel) in deze lijst.
De jaartallen geven aan wanneer het programma bij NET5 te zien was of is. Een programma kan daarvoor en/of daarna ook bij een andere zender of omroep te zien zijn geweest.

## Programma's
Legenda
 Huidige en komende programma's zijn gemarkeerd met een groen blokje.

## 5
|  | Programma           | Periode   | Presentatie/Medewerkers/Acteurs                                                                                                 | Opmerkingen    |
|  | ------------------- | --------- | --- | -------------- |
|  | 5 Days of Christmas | 2021      | Kim-Lian van der Meij en Roberta Pagnier Gasten: Dennis Weening, Sergio Vyent, Ellemieke Vermolen, Daphne Deckers en Kim Kötter | [ 1 ]          |
|  | 50/50               | 2022–2023 | Winston Gerschtanowitz en Kim-Lian van der Meij                                                                                 | Eerder op SBS6 |

## 9
|  | Programma     | Periode | Presentatie/Medewerkers/Acteurs                          | Opmerkingen |
|  | ------------- | ------- | -------------------------------------------------------- | ----------- |
|  | 90210 (Serie) |         | Onder andere Shenae Grimes, Tristan Wilds, Lori Loughlin |             |

## A
|  | Programma                               | Periode   | Presentatie/Medewerkers/Acteurs                                                         | Opmerkingen |
|  | --------------------------------------- | --------- | --------------------------------------------------------------------------------------- | ----------- |
|  | Achter gesloten deuren (Serie)          | 2012–201? |                                                                                         |             |
|  | Adem in, Adem uit (Serie)               | 2021      | Onder andere Bracha van Doesburgh, Jelka van Houten, Waldemar Torenstra en Teun Stokkel |             |
|  | Alleen nog een man (Serie)              |           |                                                                                         |             |
|  | Angela's Eyes (Serie)                   |           |                                                                                         |             |
|  | Antonie & Merlijn: 10 jaar later (Docu) | 2020      | Merlijn Kamerling                                                                       |             |
|  | Army Wives (Serie)                      |           | Onder andere Kim Delaney, Sally Pressman, Brigid Brannagh                               |             |
|  | Astro TV                                | 2006–2019 | Onder andere Sonia Pereira, Arlette Adriani, Fleur van der Kieft                        |             |

## B
|  | Programma                    | Periode   | Presentatie/Medewerkers/Acteurs                                               | Opmerkingen |
|  | ---------------------------- | --------- | ----------------------------------------------------------------------------- | ----------- |
|  | Being Erica (Serie)          |           | Onder andere Erin Karpluk, Sarah Gadon                                        |             |
|  | Ben je slimmer dan een kind? | 2007      | Erik van der Hoff                                                             |             |
|  | Beschuldigd (Serie)          | 2013      |                                                                               |             |
|  | Big Love (Serie)             |           | Onder andere Bill Paxton, Jeanne Tripplehorn, Chloë Sevigny, Ginnifer Goodwin |             |
|  | Blue Bloods (Serie)          |           | Onder andere Donnie Wahlberg, Bridget Moynahan, Will Estes, Len Cariou        |             |
|  | Bondi Rescue (Serie)         |           |                                                                               |             |
|  | Born2Cook                    |           |                                                                               |             |
|  | Bouw Je Droom: Het Wylde Pad | 2021      | Willem en Rachel van Sas, Martijn Manschot                                    |             |
|  | Bridget in Hollywood         | 2016      | Bridget Maasland                                                              |             |
|  | Buitenlandse Bruiloft        |           |                                                                               |             |
|  | Bull (Serie)                 | 2017–2022 | Onder andere Michael Weatherly, Freddy Rodriguez, Geneva Carr                 |             |

## C
|  | Programma                         | Periode   | Presentatie/Medewerkers/Acteurs                                              | Opmerkingen           |
|  | --------------------------------- | --------- | ---------------------------------------------------------------------------- | --------------------- |
|  | Castle (Serie)                    |           | Onder andere Nathan Fillion, Stana Katic, Susan Sullivan, Molly C. Quinn     |                       |
|  | Celebrity MasterChef              | 2023      | Jury: Soenil Bahadoer, Joël Broekaert en Angélique Schmeinck                 | Productie van Viaplay |
|  | Celebrity MasterChef Vlaanderen   | 2025      |                                                                              |                       |
|  | Charmed (Serie)                   | 2020      | Onder andere Holly Marie Combs, Alyssa Milano, Rose McGowan, Shannen Doherty |                       |
|  | Charmes in de Strijd              | 2024      | Patty Brard                                                                  |                       |
|  | Chicago Fire (Serie)              | 202?–2025 | Onder andere Jesse Spencer, Taylor Kinney, Charlie Barnett, Monica Raymund   |                       |
|  | Close to Home (Serie)             |           | Onder andere Jennifer Finnigan                                               |                       |
|  | Cold Case (Serie)                 |           | Onder andere Kathryn Morris, Danny Pino, Thom Barry, Jeremy Ratchford        |                       |
|  | Colin From Accounts (Serie)       | 2024      |                                                                              |                       |
|  | Complete Savages (Serie)          |           |                                                                              |                       |
|  | Coroner (Serie)                   | 2022      |                                                                              |                       |
|  | Controlling Britney Spears (Docu) | 2021      | Onder andere Britney Spears                                                  |                       |
|  | Council of Dads (Serie)           |           |                                                                              |                       |
|  | Criminal Minds (Serie)            |           | Onder andere Thomas Gibson, Matthew Gray Gubler, Kirsten Vangsness           |                       |
|  | Cut by Mika                       |           | Mika van Leeuwen                                                             |                       |

## D
|  | Programma                                    | Periode    | Presentatie/Medewerkers/Acteurs | Opmerkingen |
|  | -------------------------------------------- | ---------- | --- | ----------- |
|  | De Bachelor                                  | 2012, 2017 | |             |
|  | De co-assistent (Serie)                      | 2007–2010  | Onder andere Hanna Verboom, Sytske van der Ster, Michiel Huisman, Thom Hoffman, Kasper van Kooten                                        |             |
|  | De Grote Muziekquiz                          | 2023–2024  | Erik van der Hoff | [ 2 ]       |
|  | De Grote Verbouwing                          | 2021–2024  | |             |
|  | De K van Karlijn (Serie)                     | 2021       | Onder andere Tjitske Reidinga |             |
|  | De Mysterieuze Karl Lagerfeld (Documentaire) | 2024       | |             |
|  | De Spa (Serie)                               | 2017       | Onder andere Annette Barlo, Mattijn Hartemink, Beau Schneider, Juvat Westendorp, Rein van Duivenboden, Vajèn van den Bosch, Jorrit Ruijs |             |
|  | De Tafel van 5                               | 2007       | Daphne Bunskoek, Katja Schuurman |             |
|  | De Tafel van Pam                             | 1999       | Max Pam |             |
|  | De Wet volgens Milo (Serie)                  |            | Onder andere Kurt Rogiers, Maike Boerdam, Miryanna van Reeden, Dries Vanhegen                                                            |             |
|  | Desperate Housewives (Serie)                 |            | Onder andere Teri Hatcher, Felicity Huffman, Marcia Cross, Eva Longoria Parker, Vanessa Williams, Brenda Strong                          |             |
|  | Dirt (Serie)                                 | 2008       | Onder andere Courteney Cox Arquette, Ian Hart, Laura Allen                                                                               |             |
|  | Dirty Sexy Money (Serie)                     |            | Onder andere Peter Krause, Donald Sutherland, Zoe McLellan, William Baldwin                                                              |             |
|  | Doris (Serie)                                | 2013       | Onder andere Tjitske Reidinga, Jacob Derwig, Gijs Scholten van Aschat, Monique van de Ven                                                |             |

## E
|  | Programma                        | Periode   | Presentatie/Medewerkers/Acteurs                                                            | Opmerkingen   |
|  | -------------------------------- | --------- | ------------------------------------------------------------------------------------------ | ------------- |
|  | Een dag in de dierentuin         | 2024–2025 |                                                                                            |               |
|  | Een Eigen Huis                   | 2024      | René Froger en Natasja Froger                                                              |               |
|  | Een Plek Onder De Zon            | 2024      | Viktor Brand, Winston Gerschtanowitz en Bridget Maasland                                   | Later op SBS6 |
|  | Eilandgasten op zoek naar liefde |           |                                                                                            |               |
|  | Elsbeth (Serie)                  | 2025      |                                                                                            |               |
|  | ER (Serie)                       |           | Onder andere Noah Wyle, Laura Innes, Laura Cerón                                           |               |
|  | Euro Hockey League               |           |                                                                                            |               |
|  | Everwood (Serie)                 |           | Onder andere Treat Williams, Gregory Smith, Vivien Cardone, Tom Amandes, Merrilyn Gann     |               |
|  | Expeditie Robinson               | 2000–2004 | Ernst-Paul Hasselbach (2000–2004), Desiré Naessens (2000–2001), Roos Van Acker (2002–2004) |               |
|  | Extreme Makeover: Home Edition   |           | Ty Pennington                                                                              |               |

## F
|  | Programma                    | Periode   | Presentatie/Medewerkers/Acteurs                                                                         | Opmerkingen |
|  | ---------------------------- | --------- | --- | ----------- |
|  | Family Law (Serie)           | 2024      | |             |
|  | Fire Country (Serie)         | 2025      | |             |
|  | Floor Faber (Serie)          | 2009      | Onder andere Georgina Verbaan, Hadewych Minis, Joan Nederlof, Roeland Fernhout, Kees Boot               |             |
|  | For One Night Only (Special) | 2019 2021 | Onder andere Nick Schilder en Jan Versteegh                                                             |             |
|  | Friends (Serie)              |           | Onder andere Jennifer Aniston, Courteney Cox, Lisa Kudrow, Matt LeBlanc, Matthew Perry, David Schwimmer |             |
|  | Fringe (Serie)               |           | Onder andere Anna Torv, Joshua Jackson, John Noble                                                      |             |

## G
|  | Programma                                   | Periode    | Presentatie/Medewerkers/Acteurs                                                              | Opmerkingen |
|  | ------------------------------------------- | ---------- | -------------------------------------------------------------------------------------------- | ----------- |
|  | Gezond weer op                              | 2007       | Art Rooijakkers                                                                              |             |
|  | Ghost Whisperer (Small)                     |            | Onder andere Jennifer Love Hewitt, David Conrad                                              |             |
|  | Gilmore Girls (Serie)                       |            | Onder andere Lauren Graham, Alexis Bledel, Milo Ventimiglia, Melissa McCarthy                |             |
|  | Gordon Ramsay: Binnen 24 uur het roer om    |            | Gordon Ramsay                                                                                |             |
|  | Gossip Girl (Serie)                         |            | Onder andere Blake Lively, Leighton Meester, Penn Badgley, Chace Crawford                    |             |
|  | Goud Zuid                                   | 2023       | Nancy Suurhof, Lilian Dziedzic, Dionne Schulf, Jamie Faber, Gini Faber en Daniella Merringer |             |
|  | Greek (Serie)                               |            | Onder andere Clark Duke, Scott Michael Foster, Spencer Grammer                               |             |
|  | Grenzeloos Verliefd                         | 2008–2018  | Arie Boomsma                                                                                 |             |
|  | Grenzeloos Verliefd: Baby in het Buitenland | 2019, 2022 | Jennifer Hoffman (2019), Merel Westrik (2022)                                                |             |
|  | Grey's Anatomy (Serie)                      | 2005–2025  | Onder andere Ellen Pompeo, Patrick Dempsey, Sandra Oh, Katherine Heigl, Justin Chambers      |             |
|  | Grumpy Old Women                            |            |                                                                                              |             |

## H
|  | Programma              | Periode                       | Presentatie/Medewerkers/Acteurs | Opmerkingen |
|  | ---------------------- | ----------------------------- | --- | ----------- |
|  | Haenen voor 11         | 1999                          | Paul Haenen |             |
|  | Hawaii Five-0 (Serie)  | 2010-2020                     | Onder andere Alex O'Loughlin, Scott Caan, Daniel Dae Kim, Grace Park |             |
|  | Heb ik wat van je aan? | 2022                          | Olcay Gulsen |             |
|  | Het Blok               | 2004–2008 2010–2012 2024–2025 | Erik van der Hoff (2004–2008, 2010–2012), Renate Verbaan (2010) en Dennis van der Geest (2024–2025) |             |
|  | Het Blok Australië     |                               | |             |
|  | Het Blok Nieuw-Zeeland |                               | |             |
|  | Hope & Faith (Serie)   |                               | Onder andere Kelly Ripa, Faith Ford, Ted McGinley, Megan Fox |             |
|  | Hotel Babylon (Serie)  |                               | Onder andere Tamzin Outhwaite, Max Beesley, Dexter Fletcher, Emma Pierson |             |
|  | Hotel Rules            | 2019                          | Airen Mylene (2019) |             |
|  | House Rules            | 2015–201?                     | Daphne Bunskoek, Airen Mylene (2018) |             |
|  | House Rules Australië  |                               | |             |
|  | Huizenjacht            | 2010–2018                     | Airen Mylene (2017–2018), Ellemieke Vermolen (2010–2011), Evelien de Bruijn (2017–2018), Kees tol (2017–2018), Marlayne Sahupala (2010–2012, 2017–2018), Mirella van Markus (2017–2018), Nance Coolen (2010–2012), Sjimmy Bruijninckx (2011–2012), Tooske Ragas (2010–2012), Viktor Brand (2010–2012, 2017–2018), Vivian Reijs (2011–2012) | Herhalingen |

## I
|  | Programma           | Periode | Presentatie/Medewerkers/Acteurs | Opmerkingen |
|  | ------------------- | ------- | ------------------------------- | ----------- |
|  | Ik word prostituee  | 2021    |                                 |             |
|  | Iris en de 12 dates | 2019    | Iris Hond                       |             |

## J
|  | Programma                                              | Periode | Presentatie/Medewerkers/Acteurs                                                                             | Opmerkingen |
|  | ------------------------------------------------------ | ------- | --- | ----------- |
|  | Je Droom Achterna: De Verbouwing Van Een Frans Kasteel | 2018    | Wietze de Jager                                                                                             |             |
|  | Jelka Op Eigen Houtje                                  | 2023    | Jelka van Houten                                                                                            | [ 3 ]       |
|  | Judging Amy (Serie)                                    |         | Onder andere Amy Brenneman, Dan Futterman, Tyne Daly, Kevin Rahm                                            |             |
|  | Julia's Tango (Serie)                                  | 2007    | Onder andere Kim Pieters, Miryanna van Reeden, Peggy Vrijens, Tina de Bruin, Frederik Brom, Michiel de Jong |             |
|  | Justice (Serie)                                        |         | Onder andere Victor Garber, Kerr Smith, Eamonn Walker, Rebecca Mader                                        |             |

## K
|  | Programma                | Periode | Presentatie/Medewerkers/Acteurs                                             | Opmerkingen |
|  | ------------------------ | ------- | --------------------------------------------------------------------------- | ----------- |
|  | King of the Hill (Serie) | perio   | Onder andere Mike Judge, Kathy Najimy, Pamela Segall Adlon, Brittany Murphy |             |

## L
|  | Programma                                 | Periode   | Presentatie/Medewerkers/Acteurs                                       | Opmerkingen                                                     |
|  | ----------------------------------------- | --------- | --------------------------------------------------------------------- | --------------------------------------------------------------- |
|  | Ladies Night                              | 2019–2020 | Merel Westrik                                                         |                                                                 |
|  | Lang leve de liefde                       | 2025–0000 | Henk Blok                                                             | Eerder op SBS6. 2023–2025 werden reeds herhalingen uitgezonden. |
|  | Law & Order: Criminal Intent (Serie)      |           | Onder andere Vincent D'Onofrio, Kathryn Erbe                          |                                                                 |
|  | Law & Order: Special Victims Unit (Serie) |           | Onder andere Mariska Hargitay, Richard Belzer, Dann Florek            |                                                                 |
|  | Lieve Heleen                              | 2025      | Heleen van Royen                                                      |                                                                 |
|  | Lost (Serie)                              |           | Onder andere Naveen Andrews, Matthew Fox, Jorge Garcia, Josh Holloway |                                                                 |
|  | Love, Inc. (Serie)                        |           |                                                                       |                                                                 |
|  | Lingo                                     | 2022–2023 | Jan Versteegh                                                         | Eerder op SBS6                                                  |

## M
|  | Programma                             | Periode              | Presentatie/Medewerkers/Acteurs | Opmerkingen |
|  | ------------------------------------- | -------------------- | --- | ----------- |
|  | Maarten & Rijk                        | 1999                 | Rijk de Gooyer & Maarten Spanjer |             |
|  | Magnum P.I. (Serie)                   | 2021-2024            | Onder andere Jay Hernandez, Perdita Weeks, Zachary Knighton |             |
|  | Major Crimes (Ser)                    |                      | |             |
|  | Marc de Hond: tot de dood ons scheidt | 2020                 | Marc de Hond |             |
|  | Mars Tegen Venus                      | 2019                 | Gordon |             |
|  | MasterChef                            | 2010–2011 2014, 2018 | Renate Verbaan (2010) Jury: Hans van Wolde (2010), Alain Caron (2010–2011, 2014), Peter Lute (2010–2011, 2014), Julius Jaspers (2014), Freek van Noortwijk, Stefan van Sprang, Jonathan Zandbergen (allen 2018) |             |
|  | MasterChef Australië                  |                      | |             |
|  | MasterChef USA                        |                      | |             |
|  | MasterChef Zuid-Afrika                |                      | |             |
|  | Matlock (Serie)                       | 2025                 | |             |
|  | Medium (Serie)                        |                      | Onder andere Patricia Arquette, Jake Weber, Miguel Sandoval, Sofia Vassilieva |             |
|  | Meiden van De Wit (Serie)             | 2002–2005            | Onder andere Frédérique Huydts, Eva Duijvestein, Angela Schijf |             |
|  | Meneer Van Dale Wacht op Antwoord     | 1999                 | Martine Bijl. Teamcaptains: Jan Rot, Bart Chabot, Erik Breij |             |
|  | Men in Trees (Serie)                  |                      | Onder andere Anne Heche |             |
|  | Merel onderzoekt #FreeBritney (Docu)  | 2022                 | Merel Westrik |             |
|  | Million Dollar Desert                 | 2024                 | Dennis van der Geest |             |
|  | Million Dollar Island Australië       | 2024                 | |             |
|  | Misdaad Advocaten                     | 2019                 | |             |
|  | Mobbed (Serie)                        |                      | |             |
|  | Model in 1 dag                        | 2008                 | Robine van der Meer |             |
|  | Moonlight (Serie)                     |                      | Onder andere Alex O'Loughlin, Sophia Myles |             |
|  | Moordvrouwen (Docu)                   | 2011                 | |             |
|  | Morgen gebeurt het                    | 1999                 | Max Pam |             |
|  | Muscles & Brains                      | 2024                 | Jan Versteegh |             |
|  | My Kitchen Rules                      |                      | |             |

## N
|  | Programma                         | Periode    | Presentatie/Medewerkers/Acteurs                                               | Opmerkingen |
|  | --------------------------------- | ---------- | ----------------------------------------------------------------------------- | ----------- |
|  | NCIS (Serie)                      | 2003–2025  | Onder andere Mark Harmon, Michael Weatherly, Sasha Alexander, Pauley Perrette |             |
|  | NCIS: Hawaiʻi (serie)             | 2021-2024  | Onder andere Vanessa Minnillo, Noah Mills, Alex Tarrant, LL Cool J            |             |
|  | NCIS: Los Angeles (Serie)         | 2009–2022  | Onder andere Chris O'Donnell, LL Cool J, Daniela Ruah                         |             |
|  | NCIS: New Orleans (Serie)         | 2014–2021  | Onder andere Scott Bakula, Lucas Black, Zoe McLellan, CCH Pounder             |             |
|  | NCIS: Origins (Serie)             | 2025       |                                                                               |             |
|  | NCIS: Sydney (Serie)              | 2024       |                                                                               |             |
|  | Neighbours (Serie)                | 2024       |                                                                               |             |
|  | Notes from the Underbelly (Serie) |            |                                                                               |             |
|  | Nurses (Serie)                    | 2020–heden | Onder andere Stephanie Hodge, Carlos Lacamara                                 |             |

## O
|  | Programma                         | Periode   | Presentatie/Medewerkers/Acteurs                                                             | Opmerkingen |
|  | --------------------------------- | --------- | ------------------------------------------------------------------------------------------- | ----------- |
|  | Off the Map (Serie)               |           |                                                                                             |             |
|  | Olcay & Huiselijk Geweld          | 2020      | Olcay Gulsen                                                                                |             |
|  | One Tree Hill (Serie)             |           | Onder andere Chad Michael Murray, Hilarie Burton, James Lafferty, Bethany Joy Lenz-Galeotti |             |
|  | Ons leven met 19 kinderen (Serie) | 2008–2009 |                                                                                             |             |
|  | Op Een Ander                      | 2021–202? |                                                                                             |             |
|  | Outback Jack (Serie)              |           |                                                                                             |             |
|  | OverGewicht                       | 2021–2022 | Edsilia Rombley, Kees Tol                                                                   |             |
|  | Overspel in de liefde             |           |                                                                                             |             |

## P
|  | Programma                                          | Periode        | Presentatie/Medewerkers/Acteurs | Opmerkingen |
|  | -------------------------------------------------- | -------------- | --- | ----------- |
|  | Passion for Fashion                                |                | |             |
|  | Peking Express                                     | 2004–2008 2017 | Ernst-Paul Hasselbach en Roos Van Acker (2004), Art Rooijakkers en Roos Van Acker (2005–2008), Rik van de Westelaken en Sean Dhondt (2017) |             |
|  | Plastisch Fantastisch                              | 2019           | Diana Gabriels |             |
|  | Prinses Amalia: Tiener op weg naar de Troon (Docu) | 2021           | |             |
|  | Private Practice (Serie)                           |                | Onder andere Kate Walsh, Taye Diggs, Audra McDonald, Paul Adelstein                                                                        |             |
|  | Project Bakeover                                   | 2021–202?      | |             |
|  | Providence (Serie)                                 |                | Onder andere Melina Kanakaredes |             |
|  | Pushing Daisies (Serie)                            |                | Onder andere Lee Pace, Anna Friel, Chi McBride, Ellen Greene                                                                               |             |

## R
|  | Programma               | Periode | Presentatie/Medewerkers/Acteurs                                        | Opmerkingen |
|  | ----------------------- | ------- | ---------------------------------------------------------------------- | ----------- |
|  | Restaurant Makeover     |         |                                                                        |             |
|  | Reunion (Serie)         |         |                                                                        |             |
|  | Rik over de Grens       | 2017    | Rik van de Westelaken                                                  |             |
|  | Rizzoli & Isles (Serie) | 2025    |                                                                        | Herhalingen |
|  | Roseanne (Serie)        |         | Onder andere Roseanne Barr, John Goodman, Laurie Metcalf, Sara Gilbert |             |
|  | Ruby Wax Goes Dutch     |         |                                                                        |             |

## S
|  | Programma                   | Periode   | Presentatie/Medewerkers/Acteurs                                                           | Opmerkingen |
|  | --------------------------- | --------- | ----------------------------------------------------------------------------------------- | ----------- |
|  | S1ngle (Serie)              | 2008–2010 | Onder andere Bracha van Doesburgh, Eva Van Der Gucht, Katja Schuurman                     |             |
|  | Samantha Who? (Serie)       |           | Onder andere Christina Applegate, Jennifer Esposito, Kevin Dunn, Melissa McCarthy         |             |
|  | SamenWonen                  | 2004–200? | Erik van der Hoff                                                                         |             |
|  | SamenWonen: De Battle       | 2018      | Nicolette van Dam                                                                         |             |
|  | Secret Story                | 2011      | Renate Verbaan, Bart Boonstra                                                             |             |
|  | Sex and the City (Serie)    |           | Onder andere Sarah Jessica Parker, Kristin Davis, Cynthia Nixon, Kim Cattrall             |             |
|  | Sex Docs                    | 2021–2022 |                                                                                           |             |
|  | Slokje Teveel?              | 2022      |                                                                                           | [ 4 ]       |
|  | Smaken Verschillen          |           |                                                                                           |             |
|  | So Help Me Todd (Serie)     | 2023–2024 | Onder andere Marcia Gay Harden, Skylar Astin en Jeffrey Nordling                          |             |
|  | SOKO Hamburg                | 2025      |                                                                                           |             |
|  | SOKO Potsdam                | 2025      |                                                                                           |             |
|  | Sophie's Web (Serie)        |           |                                                                                           |             |
|  | Sorry voor de Tieten (Docu) | 2022      | Stella Bergsma                                                                            |             |
|  | Station 19 (Serie)          | 2018–2023 | Onder andere Jaina Lee Ortiz, Jason George                                                |             |
|  | Steenrijk, Straatarm België | 2021–2022 |                                                                                           |             |
|  | Steenrijk, Straatarm UK     | 2023–202? |                                                                                           |             |
|  | Strong Medicine (Serie)     |           | Onder andere Rosa Blasi, Janine Turner, Patricia Richardson                               |             |
|  | Suddenly Susan (Serie)      |           | Onder andere Brooke Shields, Nestor Carbonell, Kathy Griffin, Barbara Barrie, Judd Nelson |             |
|  | Sullivan's Crossing (Serie) | 2024      |                                                                                           |             |
|  | Summerland (Serie)          |           | Onder andere Lori Loughlin, Zac Efron, Shawn Christian, Merrin Dungey                     |             |
|  | Supernatural (Serie)        |           | Onder andere Jensen Ackles, Jared Padalecki, Misha Collins                                |             |
|  | Surf Rescue                 |           |                                                                                           |             |

## T
|  | Programma                        | Periode   | Presentatie/Medewerkers/Acteurs                                          | Opmerkingen |
|  | -------------------------------- | --------- | ------------------------------------------------------------------------ | ----------- |
|  | The Closer (Serie)               |           | Onder andere Kyra Sedgwick, J.K. Simmons, G.W. Bailey                    |             |
|  | The Doctors (Serie)              |           | Onder andere Armand Assante, Alec Baldwin, Julia Duffy                   |             |
|  | The Good Wife (Serie)            |           | Onder andere Julianna Margulies, Matt Czuchry, Archie Panjabi            |             |
|  | The Greatest Hits: met stip op 1 | 2023–2024 |                                                                          | [ 2 ]       |
|  | The Guardian (Serie)             |           | Onder andere Simon Baker, Raphael Sbarge, Wendy Moniz                    |             |
|  | The Little Couple (Serie)        |           | Bill Klein, Jennifer Arnold                                              |             |
|  | The Nine (Serie)                 |           |                                                                          |             |
|  | The O.C. (Serie)                 |           | Onder andere Peter Gallagher, Kelly Rowan, Benjamin McKenzie             |             |
|  | The Resident (Serie)             | 2025      |                                                                          |             |
|  | The Rookie (Serie)               | 2019–2024 |                                                                          |             |
|  | The Rookie Feds (Serie)          | 2025      |                                                                          |             |
|  | The Taste of Life                |           | Rudolph van Veen                                                         |             |
|  | The Vampire Diaries (Serie)      |           | Onder andere Nina Dobrev, Paul Wesley, Ian Somerhalder                   |             |
|  | Teleshop                         |           |                                                                          |             |
|  | Terra Incognita                  | 2005      | Roos Van Acker, Art Rooijakkers                                          |             |
|  | Top 500 van Het Foute Uur        | 2016      | Airen Mylene                                                             |             |
|  | Tussen de oren                   | 2007–2009 | Joep van Deudekom, Rob Urgert, Jeroen van Koningsbrugge, Katja Schuurman |             |

## U
|  | Programma          | Periode | Presentatie/Medewerkers/Acteurs                                  | Opmerkingen |
|  | ------------------ | ------- | ---------------------------------------------------------------- | ----------- |
|  | Ugly Betty (Serie) |         | Onder andere America Ferrera, Eric Mabius, Alan Dale, Tony Plana |             |

## V
|  | Programma                        | Periode   | Presentatie/Medewerkers/Acteurs                                              | Opmerkingen |
|  | -------------------------------- | --------- | ---------------------------------------------------------------------------- | ----------- |
|  | Vakantieliefdes                  |           |                                                                              |             |
|  | Veel Liefs uit Holland           | 2018      | Nicolette van Dam                                                            |             |
|  | Verborgen Gebreken (Serie)       | 2009–2011 | Onder andere Jennifer Hoffman, Egbert-Jan Weeber, Ricky Koole, Frederik Brom |             |
|  | Verkopen of Verbouwen            | 2021–2022 |                                                                              |             |
|  | Verliefd op Ibiza (Serie)        |           |                                                                              |             |
|  | Veronica Mars (Serie)            |           | Onder andere Kristen Bell, Enrico Colantoni, Tina Majorino                   |             |
|  | VT Wonen: Verbouwen of Verhuizen | 2016–2017 | Airen Mylene                                                                 |             |

## W
|  | Programma                | Periode   | Presentatie/Medewerkers/Acteurs                                                                                        | Opmerkingen                       |
|  | ------------------------ | --------- | --- | --------------------------------- |
|  | Wat eten we?             | 2020–2021 | Roberta Pagnier en Jet van Nieuwkerk                                                                                   | Werd eerst uitgezonden door SBS6. |
|  | What About Brian (Serie) |           | |                                   |
|  | Wild Cards (Serie)       | 2024      | |                                   |
|  | Wildebeesten             | 2006      | Bart Veldkamp, Chimène van Oosterhout                                                                                  |                                   |
|  | Will & Grace (Serie)     |           | Onder andere Eric McCormack, Debra Messing, Sean Hayes, Megan Mullally, Shelley Morrison                               |                                   |
|  | Wimbledon Update         |           | |                                   |
|  | Without a Trace (Serie)  |           | Onder andere Anthony LaPaglia, Poppy Montgomery, Marianne Jean-Baptiste, Enrique Murciano, Eric Close, Roselyn Sánchez |                                   |

## Y
|  | Programma          | Periode | Presentatie/Medewerkers/Acteurs                | Opmerkingen |
|  | ------------------ | ------- | ---------------------------------------------- | ----------- |
|  | Your Honor (Serie) | 2021    | Onder andere Bryan Cranston, Michael Stuhlbarg |             |

## Z
|  | Programma          | Periode | Presentatie/Medewerkers/Acteurs | Opmerkingen |
|  | ------------------ | ------- | ------------------------------- | ----------- |
|  | Zaal Over de Vloer | 1999    | Rik Zaal                        |             |